# Railverkeersleiding
Railverkeersleiding of kortweg verkeersleiding is het leiden van het treinverkeer. Hierbij worden beslissingen genomen over het treinverkeer, zoals maatregelen om verstoringen in het treinverkeer te verhelpen of de gevolgen er van in de hand te houden. Het aanpassen van dienstregelingen tot maximaal enkele dagen vooruit wordt vaak als taak van de railverkeersleiding gezien. In een ruime definitie valt ook de bediening van spoorwegseinen en wissels onder de activiteiten van railverkeersleiding. Het maken van de dienstregeling wordt in het algemeen niet gerekend tot railverkeersleiding.

## Organisatie

### Nederland
In Nederland is de railverkeersleiding in handen van Prorail gelegd.
Op landelijk niveau voor Nederland is de afdeling Centraal monitoring en beslisorgaan (CMBO) verantwoordelijk voor de besturing en de bijsturing van de dienstregelingen van de spoorvervoerders. Het CMBO besluit ook over internationale treinen zolang die in Nederland rijden.
Treinverkeersleiders bewaken de uitvoering van de dienstregelingen en nemen beslissingen over aanpassingen daarvan als storingen dreigen of optreden. Een tweede taak is het doorvoeren van aanpassingen in de dienstregeling, zowel naar aanleiding van verstoringen, storingen aan het spoor, als wanneer op het laatste moment een verzoek van een vervoerder komt voor het inleggen van een extra trein.
Het CMBO is gevestigd in het operationeel controlecentrum rail (OCCR), waar het samenwerkt met spoorvervoerders en met spooraannemers.
Daarnaast kent de railverkeersleiding van Prorail twaalf railverkeersleidingsposten die de meeste operationele taken van de railverkeersleiding uitvoeren en de seinen en wissels bedienen. Deze posten staan in Alkmaar, Amsterdam, Arnhem, Den Haag, Eindhoven, Groningen, Maastricht, Roosendaal, Rotterdam en Rotterdam Goederen (Kijfhoek), Utrecht en Zwolle. Met de bouw van een nieuwe post in Barendrecht zouden de posten van Rotterdam en de Kijfhoek gesloten worden, maar dat gaat niet door, omdat de gemeente Barendrecht woningen gaat bouwen op de eerder aan ProRail toegewezen grond.

### België
In België is Infrabel verantwoordelijk voor de railverkeersleiding.

### Europese regels
Dat de spoorwegbeheerders Prorail en Infrabel deze taak uitvoeren past binnen Europese regels voor het bevorderen van de marktwerking op het spoor. Deze regels bepalen namelijk dat de railverkeersleiding een taak is van de beheerder van de spoorinfrastructuur, omdat deze een neutrale positie heeft bij het toedelen van de spoorwegcapaciteit aan spoorvervoerders.

## Geschiedenis
Prorail is vanaf zijn afsplitsing van de Nederlandse Spoorwegen verantwoordelijk voor de railverkeersleiding in vrijwel heel Nederland. Voor de verkeersleiding op enkele emplacementen waren tot 1 januari 2007 Nedtrain of Railion verantwoordelijk. Sinds 1 januari 2007 zijn ook deze activiteiten ondergebracht bij Prorail Verkeersleiding.
Het bedrijf Keyrail was verantwoordelijk voor de verkeersleiding van de Betuweroute vanaf de opening in 2007. Er is even sprake van geweest om ook de verkeersleiding van de Havenspoorlijn in handen van Keyrail te leggen. Sinds 2015 is de verkeersleiding van de Betuweroute in handen van Prorail, het besluit daarover werd in 2011 genomen.
Tot 2019 was er ook een post Amersfoort, deze is toen echter samengevoegd met de post Utrecht.

## Werkzaamheden
De werkzaamheden van de railverkeersleiding omvatten:
- De planning op korte termijn, tot bijvoorbeeld 36 uur vooraf. Dat omvat bijvoorbeeld:
  - Het inspelen op omstandigheden en verstoringen die zich kort tevoren aandienen.
  - Overleg voeren met vervoerders over de beschikbaarheid van treinmaterieel en treinpersoneel.
  - Het toewijzen van 'dienstregelingspaden' aan treinen waarvoor op het laatste moment behoefte ontstaat, zoals voor proefritten, het overbrengen van defecte treinen, en bij het inzetten van extra treinen bij een plotselinge grote vervoervraag.
- Het bewaken van de uitvoering van de dienstregeling.
- Het herplannen van dienstregelingen van (sterk) vertraagde treinen. De railverkeersleiding deelt dan andere dienstregelingspaden toe aan de vertraagde treinen.
- Beoordelen of verstoringen voldoende snel 'uitdempen', en zo nodig het nemen van maatregelen als
  - Het inkorten van treinritten, dat wil zeggen dat een trein niet tot het eindpunt zal doorrijden.
  - Het opheffen van treinritten, dat wil zeggen dat een trein helemaal niet zal rijden.
  - Het geheel of gedeeltelijk opheffen van treinseries.
  - Het in overleg met vervoerders beperken van de gevolgen van beperkingen van de treindienst, zoals
    - het inlassen van extra stops,
    - het verlengen van treinen,
    - het inzetten van extra treinen,
    - het bieden van vervangend vervoer, zoals busvervoer.

In een ruime definitie van railverkeersleiding komen daar ook de taken van de treindienstleider bij:
- Het instellen van rijwegen en daarmee het bedienen van seinen en wissels.
- Waar nodig het onderhouden van rechtstreeks contact met machinisten, bijvoorbeeld voor het geven van aanwijzingen.
- Het onttrekken van delen van de infrastructuur aan de treinenloop om onderhoud aan het spoor op veilige wijze mogelijk te maken.

## Verwijzingen
1. ↑  Afdeling CMBO. ProRail. Gearchiveerd op 11 oktober 2018. Geraadpleegd op 10 oktober 2018. “De afdeling (...) CMBO maakt deel uit van ProRail Verkeersleiding en is gevestigd in het OCCR (...). De verantwoordelijkheid voor de be- en bijsturing van de dienstregeling van vervoerders is er ondergebracht.(...) Onze treinverkeersleiders monitoren de uitvoering van de landelijke dienstregeling (...). De planners zijn verantwoordelijk voor het voorbereiden en doorvoeren van aanpassingen in de Dienstregeling.”
2. ↑  Nieuwe verkeersleidingspost in Barendrecht. Nieuws. Prorail (17 januari 2018). Gearchiveerd op 8 oktober 2018. “ProRail laat een nieuwe verkeersleidingspost bouwen in Barendrecht. Op de nieuwe locatie wordt de post Rotterdam samengevoegd met de post op emplacement Kijfhoek.”
3. ↑  Woningbouwopgave gaat voor nieuwe verkeersleidingspost in Barendrecht. SpoorPro.nl (7 juli 2023). Geraadpleegd op 9 augustus 2024.
4. ↑  Zoektocht naar mogelijke nieuwe locatie verkeersleidingspost Barendrecht. www.prorail.nl. Geraadpleegd op 24 oktober 2022.